# Danesi
I danesi sono una popolazione e gruppo etnico associati alla Danimarca, sebbene siano presenti minoranze danesi altrove, e circa 50 000 di loro vivano nello Schleswig meridionale.
La maggior parte dei danesi parla il danese, lingua appartenente al gruppo delle lingue germaniche.

## Storia
Le prime menzioni di danesi sono risalenti alla metà del sesto secolo secondo gli storici Procopio di Cesarea e Giordane. Entrambi fanno riferimento ad una tribù abitante la penisola dello Jutland, la provincia di Scania e le piccole isole del mare circostante. Il manoscritto Orosius D 23 sup. fa una distinzione tra "danesi del nord" (abitanti dello Jutland) e "danesi del sud" (abitanti della Scania e delle isole). 
Il primo segnale di danesi nel territorio danese è rappresentato dalle pietre runiche di Jelling, un monumento in pietra che celebra la conversione al cristianesimo di Aroldo I di Danimarca (decimo secolo). 
Negli anni seguenti la zona ha subito l'espansione vichinga. Dopo la morte di Canuto I d'Inghilterra, avvenuta nel 1035, l'Inghilterra ha lasciato il controllo della Danimarca che cadde per qualche tempo in contesa tra i vichinghi e Sweyn II di Danimarca, nipote di Canuto, il quale era stato istituito autorità reale danese e aveva costruito un buon rapporto con l'arcivescovo di Brema, ai tempi arcivescovo di tutta la Scandinavia.
La Riforma protestante, che ebbe origine in Germania nei primi anni del XVI secolo a partire dalle idee di Martin Lutero, ebbe un impatto notevole sulla Danimarca. La riforma danese iniziò nel 1520. Alcuni danesi volevano l'accesso alla Bibbia nella propria lingua e così nel 1524 Hans Mikkelsen e Christiern Pedersen tradussero il Nuovo Testamento in danese. Tra coloro che viaggiarono verso Wittenberg e che ricevettero gli insegnamenti e l'influenza di Lutero vi era Hans Tausen, un monaco dell'ordine dei Cavalieri Ospitalieri. Il Regno di Danimarca-Norvegia crebbe in ricchezza nel corso del XVI secolo, soprattutto a causa del commercio attraverso l'Øresund, il cui passaggio venne tassato dai danesi, che erano sotto il controllo di entrambi i lati dello stretto. Dopo una guerra persa con la Svezia, il trattato di Roskilde nel 1658 rimosse le aree di controllo danese sulla Scandinavia, stabilendo così i confini tra la Norvegia, la Danimarca e la Svezia che esistono ancora oggi. Nei secoli successivi la perdita di tale territorio, le popolazioni dello Skåneland, che erano precedentemente considerate danesi, vennero pienamente considerate svedesi. Successivamente, nel XIX secolo, la Danimarca ha subìto una sconfitta nelle guerre napoleoniche e così ha perso il controllo sui territori della Norvegia e dell'attuale Germania settentrionale. La sconfitta, sia politica che economica, scatenò paradossalmente quella che è considerata l'età dell'oro danese, la cui identità nazionale venne a formarsi proprio in questo periodo. I movimenti di liberalismo e di nazionalismo guadagnarono slancio nel 1830 e, dopo le rivoluzioni europee del 1848, la Danimarca è diventata una monarchia costituzionale, esattamente il 5 giugno 1849. La crescente borghesia chiese una quota rappresentante nel governo e, nel tentativo di scongiurare i sanguinosi fenomeni di rivoluzione che si stavano verificando in altre parti d'Europa, Federico VII di Danimarca cedette alle richieste dei cittadini. Venne dichiarata una nuova costituzione con la separazione dei poteri, la concessione del suffragio a tutti i maschi adulti, la libertà di stampa, di religione e di associazione. Il re divenne capo del potere esecutivo.

## Identità nazionale

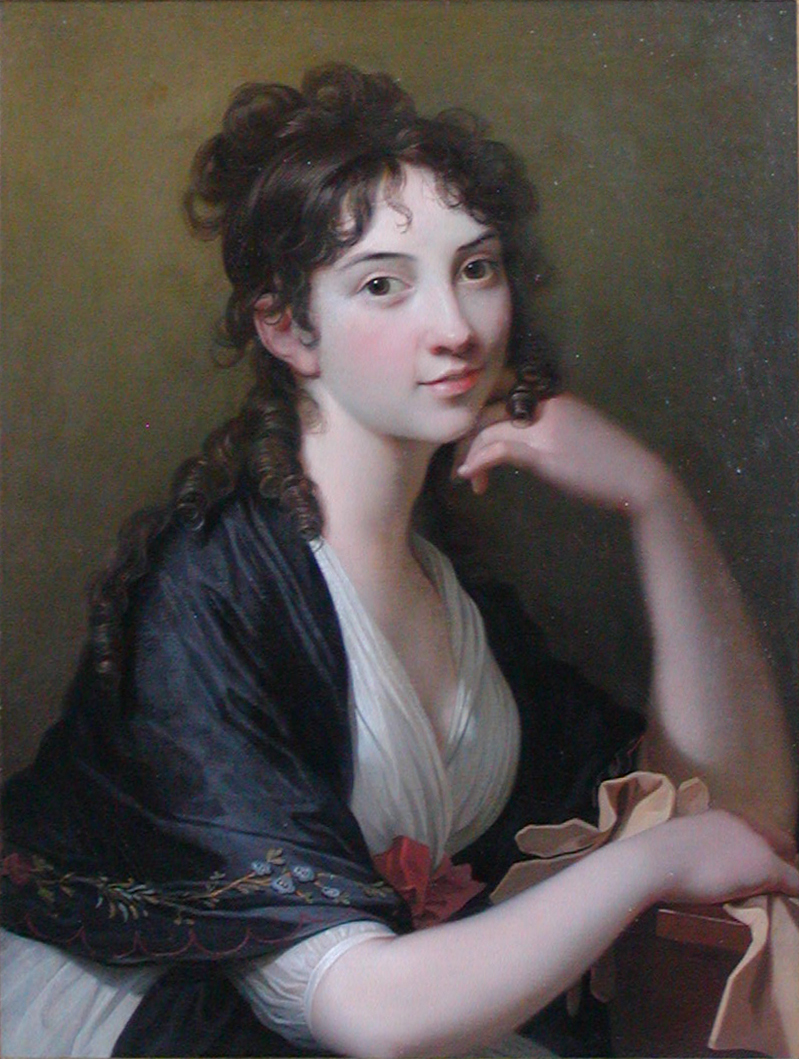
Thomasine Gyllembourg

Con il termine danskhed (traducibile in "danesità") si indica il concetto su cui si basa l'identità nazionale ed etnica danese contemporanea. Si tratta di un insieme di valori che contengono il percorso storico di formazione della nazione danese. L'ideologia della danskhed sottolinea il concetto di connessione storica tra la popolazione ed il territorio della Danimarca e la relazione tra i mille anni di monarchia danese e lo Stato danese moderno, l'idea romantica popolare del XIX secolo, una visione della società danese come socialmente omogenea e egualitaria, così come i forti legami con le altre nazioni scandinave.
Inoltre, sin dalla sua formulazione, il concetto di identità danese non è stato collegato ad un particolare patrimonio razziale o genetico, come per molte altre identità etnico-nazionali. Grundtvig, per esempio, ha sottolineato proprio in tal senso la relazione emotiva tra l'identificazione con la nazione danese e i criteri della definizione di danskhed. Questa definizione culturale ed etnica è stata concepita dal fatto che la Danimarca era in grado di integrare le sue prime minoranze etniche, rappresentate da popolazioni ebraiche e polacche, nel proprio territorio. Per quanto riguarda il popolo ebraico, ad esempio, questo non è stato visto come incompatibile rispetto all'identità etnica danese, tant'è che le più importanti pratiche culturali e ideologiche ebraiche vennero accettate e condivise. Questo fenomeno inclusivo è considerato quindi un presupposto essenziale per la relativa mancanza di antisemitismo in Danimarca e per il salvataggio degli ebrei danesi.
La danskhed è stata politicamente importante nella formulazione delle relazioni danesi con l'Unione europea, accolta con notevole resistenza dalla popolazione danese, e relativamente anche alle reazioni della recente crescita dell'immigrazione. 

## Demografia
Secondo l'istituto di statistiche danesi, circa cinque milioni di persone di origine danesi vivono attualmente in Danimarca. In questo contesto, l'origine danese è definita dal fatto di essere nati da genitori già cittadini danesi. Tale cifra quindi è ottenuta come sottrazione dal totale della popolazione della Danimarca, del numero di coloro che sono nati in Danimarca da genitori immigrati o aventi cittadinanza straniera.
La cittadinanza danese è concessa a chi ha un genitore di cittadinanza danese, sia che il bambino sia nato dentro o al di fuori della Danimarca. I cittadini della Groenlandia e delle isole Fær Øer sono considerati cittadini danesi a tutti gli effetti. Coloro che non possono ottenere la cittadinanza danese per nascita (o adozione), la possono ricevere tramite giurisprudenza. La cittadinanza danese si perde automaticamente se si acquisisce una cittadinanza straniera o quando non si è mai vissuto in Danimarca e non si è mai chiesta formalmente la cittadinanza danese una volta compiuti i 22 anni d'età trascorsi senza mai vivere in Danimarca.

## Diaspora danese
La diaspora danese riguarda gli emigrati ed i loro discendenti, in particolare quelli che mantengono il costume della loro cultura danese. Una minoranza di circa 50.000 cittadini tedeschi che si identificano nella cultura danese vive nello Schleswig meridionale, in Germania. Questo è un ex territorio danese e tale rappresentanza costituisce quasi il 100% della popolazione locale. In Danimarca tale gruppo è definito come "danesi a sud del confine" (De danske syd for grænsen), "danesi predisposti" (De Dansksindede) o semplicemente "abitanti dello Schleswig meridionale". A causa dell'immigrazione, ci sono numerosi gruppi di persone con radici danesi al di fuori della Danimarca, in Paesi come Stati Uniti, Brasile, Canada e Argentina.
Gli americani-danesi (Dansk-amerikanere) sono rappresentati dagli statunitensi con discendenti danesi. Essi sono approssimativamente 1.500.000. La maggior parte di essi vive negli Stati Uniti occidentali o nel Midwest. La California ha la più grande componente di persone di origine danese tra gli Stati Uniti. Importanti comunità danesi-statunitensi si trovano a Solvang (California) e Racine (Wisconsin), ma tali popolazioni non sono considerate danesi per i motivi espressi dallo Stato danese: infatti il patrimonio di discendenza non può essere utilizzato come unico requisito per richiedere la cittadinanza danese, come invece è possibile fare in alcune nazioni europee.
Secondo il censimento del 2006, c'erano 200.035 canadesi con origini danesi, 17.650 dei quali sono nati in Danimarca. Il Canada è diventato una meta importante per i danesi nel dopoguerra. Ad un certo punto venne istituito un ufficio per gli emigrati in Canada nella capitale Copenaghen.

## I danesi nel contesto politico
L'espressione Det danske folk (tradotto "il popolo danese") come concetto ha svolto un ruolo importante nel periodo del nazionalismo etnico del XIX secolo e fa riferimento ad un'auto-identificazione, piuttosto che ad uno status giuridico. L'uso di tale termine è spesso limitato ad un contesto storico rappresentato dalla lotta tedesco-danese per quanto riguarda lo stato del ducato di Schleswig.
Esso descrive le persone di nazionalità danese, sia in Danimarca che altrove. Sono esclusi da tale definizione le genti degli ex territori in Norvegia, delle Fær Øer e della Groenlandia, nonché i membri della minoranza tedesca e di altre minoranze.
Il termine non deve essere confuso con il concetto giuridico di nazionalità: questo è espresso dalla locuzione danske statsborgere, che sta per "cittadini danesi".